# تیم دوچرخه‌سواری رنو
تیم دوچرخه‌سواری رنو (فرانسوی: Renault‎) یک تیم دوچرخه‌سواری در کشور فرانسه بوده.
این تیم در سال ۱۹۷۸ تأسیس و در سال ۱۹۸۵ منحل شده‌است.

## افتخارات
- قهرمان در بخش تیمی تور دو فرانس ۱۹۷۹، ۱۹۸۴
- قهرمان در بخش تیمی جیرو دیتالیا ۱۹۸۴